# Andrzej Wiktor Schally
Andrzej Wiktor Schally (généralement anglicisé en Andrew V. Schally), né le 30 novembre 1926 à Wilno et mort le 17 octobre 2024 à Miami Beach,, est un endocrinologue polonais, naturalisé américain.

## Biographie
Andrzej Wiktor Schally est né le 30 novembre 1926 à Wilno (anciennement en Pologne, aujourd'hui capitale de la Lituanie), puis naturalisé américain.
Il a fait ses études en Écosse et en Angleterre. En 1952, il part pour le Canada. Il y reçoit son diplôme d'endocrinologie à l'Université McGill de Montréal. La même année, Schally rejoint les États-Unis pour y effectuer ses recherches, et plus particulièrement l'Université Tulane de La Nouvelle-Orléans. Alors citoyen canadien, il devient américain en 1962.
En 1977, il devient prix Nobel avec Roger Guillemin, pour leurs découvertes sur le système hormonal et, en particulier, le séquençage de la TRH et de la GnRH et l'étude du rôle de cette dernière neurohormone dans la libération de FSH et de LH.
Andrew V. Schally est devenu docteur honoris causa de l'université Jagellonne de Cracovie et de l'université de Salzbourg.